# The Oregon Experiment
A The Oregon Experiment Christopher Alexander Murray Silverstein, Shlomo Angel, Sara Ishikawa és Denny Abrams közreműködésével 1975-ben íródott könyve, amely az Oregoni Egyetem campusánál is figyelembe vett építészeti megoldásokat írja le. Később a témában még két kötet (A Pattern Language és The Timeless Way of Building) született.
Az 1960-as és 1970-es években az egyetem hallgatói és oktatói kritizálták a teherautók campuson keresztüli közlekedését, a 19. századi temető elbontását, a katonai mozgósítást, a délkelet-ázsiai megszállást, valamint azt, hogy az intézmény a hallgatók szülei helyett cselekszik. A második világháborút követően létesült brutalista épületek megosztóak voltak.
Az egyetemi polgárok nagyobb beleszólást akartak az intézményi létbe, így a vezetőség megbízta a UCB díjnyertes, radikális oktatóját, aki tapasztalatait később A Pattern Language művében írta le.
A könyv szerint az épületek legfontosabb tulajdonsága a kiváltott érzet, az átalakítást eszerint kell kezdeni, a tapasztalatokat pedig egy közösségi enciklopédiában kell összegyűjteni. A nagyobb változásoknál figyelembe kell venni azok gazdasági és politikai hatásait is. A tervezésbe be kell vonni a létesítmények használóit is.

## Hatása
Az 1980-as években alapított tudományos komplexum már a megfogalmazott elvek szerint épült, azonban a Nike társalapítója által adományozott Hatfield–Dowlin Komplexum esetében csak a szponzor igényeit vették figyelembe. Jeff Hawkins atlétikaiigazgató-helyettes szerint „mi vagyunk a Nike Egyetem”; később azt mondta, hogy csak a vállalat és az egyetem együttműködésére gondolt. A használók közreműködését nem említették.

## Fordítás
- Ez a szócikk részben vagy egészben  a   The Oregon Experiment című angol Wikipédia-szócikk ezen változatának fordításán alapul.  Az eredeti cikk szerkesztőit annak laptörténete sorolja fel. Ez a jelzés csupán a megfogalmazás eredetét és a szerzői jogokat jelzi, nem szolgál a cikkben szereplő információk forrásmegjelöléseként.